# Ryszard Steller
Ryszard Steller (ur. 1948 r.) – polski inżynier chemik. Absolwent Politechniki Wrocławskiej. Od 2008 r. profesor na Wydziale Chemicznym Politechniki Wrocławskiej.